# Quận Chambers, Texas
Quận Chambers (tiếng Anh: Chambers County) là một quận trong tiểu bang Texas, Hoa Kỳ. Quận lỵ đóng ở thành phố Anahuac.
Năm 2000, điều tra dân số Hoa Kỳ, quận có dân số là 26.031 người. Theo các năm 2007, điều tra dân số ước tính có quận có dân số 28.771 người. Tên quận được đặt tên cho Thomas Jefferson Chambers , một luật sư đầu tiên ở Texas.